# Artistique-Europameisterschaft 1983

Logo CEB (ausrichtender Verband)

Veranstaltungsort:
Linz

Die Billard-Artistique-Europameisterschaft 1982 war das 26. Turnier in dieser Disziplin des Karambolagebillards und fand vom 20. bis zum 23. Januar 1983 in Linz statt. Die EM zählte zur Saison 1982/83.

## Modus
Gespielt wurden 76 verschiedene Figuren mit verschiedenen Punktewertungen. Jeder Teilnehmer hatte pro Figur drei Versuche. Die maximale Punktzahl betrug 500 Punkte.

Gewertet wurde wie folgt:
1. Punkte = Erzielte Punkte
2. Versuche = Anzahl der gespielten Versuche
3. gelöste Figuren = gelöste Figuren
4. HS = Punkte der nacheinander gelösten Figuren
5. % = Prozentual gelöste Figuren

## Abschlusstabelle
| Platz                        | Name                 | Punkte | Versuche | gel. Figuren | HS | %       |
| ---------------------------- | -------------------- | ------ | -------- | ------------ | -- | ------- |
| 1                            | Raymond Steylaerts   | 302    | 172      | 49           | 94 | 60,40 % |
| 2                            | Léo Corin            | 293    | 168      | 49           | 40 | 58,60 % |
| 3                            | Jean Bessems         | 267    | 162      | 44           | 42 | 53,40 % |
| 4                            | Ricardo Fernández    | 257    | 175      | 43           | 50 | 51,40 % |
| 5                            | Maurice Coyret       | 227    | 18       | 38           | 32 | 45,40 % |
| 6                            | Giuseppe Tomsich     | 212    | 185      | 37           | 26 | 42,40 % |
| 7                            | Gert Tiedtke         | 205    | 188      | 36           | 22 | 41,00 % |
| 8                            | Heinrich Weingartner | 164    | 189      | 28           | 30 | 32,80 % |
| 9                            | Julio Gil            | 155    | 199      | 27           | 22 | 31,00 % |
| 10                           | Robert Immervoll     | 128    | 197      | 23           | 23 | 25,60 % |
| Turnierdurchschnitt: 44,20 % |                      |        |          |              |    |         |